# Kleine Veränderliche Grasbüscheleule

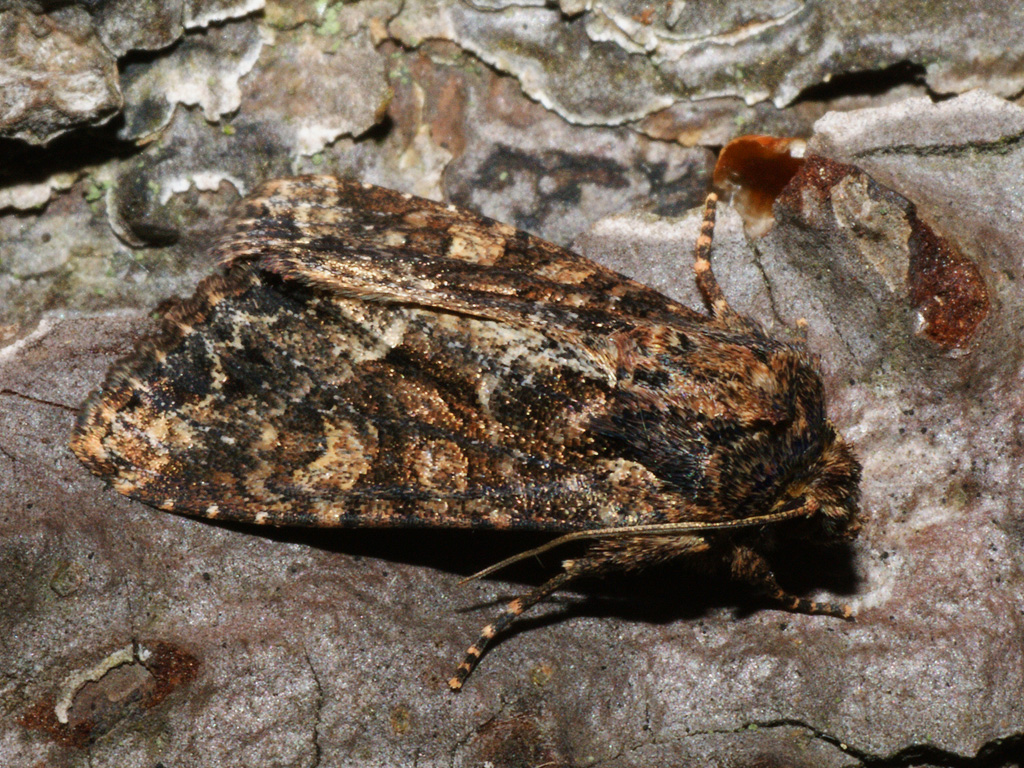
Dunkelbraune Farbvariante

Die Kleine Veränderliche Grasbüscheleule (Apamea remissa) (Synonyme: Noctua obscura, Noctua gemina), zuweilen auch Haldenflur-Reitgraseule genannt, ist ein Schmetterling (Nachtfalter) aus der Familie der Eulenfalter (Noctuidae).

## Merkmale

### Falter
Die Flügelspannweite der Falter beträgt 35 bis 42 Millimeter. Die Färbung der Falter variiert sehr stark, was in erster Linie auf klimatische Einflüsse während der Puppenruhe zurückzuführen ist. So variiert die Grundfärbung der Vorderflügeloberseite von hell ockerbraun bis zu schwarzbraun. Die Diskalregion sowie eine breite Wurzelstrieme sind stets dunkel. Ring- und Nierenmakel heben sich hellbraun oder graubraun gefüllt ab. Die weiße Wellenlinie zeigt ein kurzes W-Zeichen. Der Apexbereich ist stets leicht aufgehellt. Die Hinterflügeloberseite ist zeichnungslos graubraun.

### Raupe
Die Raupen sind glasig gelbgrau gefärbt. Sie haben schwarze Punktwarzen und Stigmen. Kopf und Nackenschild sind glänzend rotbraun gefärbt.

### Puppe
Die rotbraune Puppe hat eine gestreckte Form. Der Kremaster ist flach, keilförmig und mit vier kurzen Dornen versehen.

## Verbreitung und Lebensraum
Die Kleine Veränderliche Grasbüscheleule ist in Europa und dem gemäßigten Asien bis nach Japan weit verbreitet. Sie kommt auch in Alaska vor. Hauptlebensraum sind feuchte Wälder, Moorgebiete und Wiesentäler. Die Falter wurden selbst im Stadtkern von Großstädten nachgewiesen. In den Alpen steigen sie bis auf etwa 2000 Meter Höhe.

## Lebensweise
Die Falter sind nachtaktiv und fliegen in einer Generation zwischen Juni und August.
Sie erscheinen nachts an künstlichen Lichtquellen und Ködern. Die Raupen leben einzeln überwiegend ab August, überwintern und verpuppen sich im Mai des folgenden Jahres. Sie halten sich bevorzugt in einer Erdhöhle am Boden im Wurzelhalsbereich von Horsten auf und ernähren sich von den Wurzeln und Halmen unterschiedlicher Süßgräser (Poaceae), beispielsweise an  Reitgräsern (Calamagrostis), Knäuelgräsern (Dactylis), Schwingel (Festuca) oder Pfeifengräsern (Molinia).

## Gefährdung
Die Kleine Veränderliche Grasbüscheleule ist in Deutschland weit verbreitet, gebietsweise zahlreich vorkommend und wird als „nicht gefährdet“ eingestuft.